# Посольство України в Кенії
Посольство України в Республіці Кенія — дипломатична місія України в Республіці Кенія, знаходиться в столиці Кенії — місті Найробі.

## Завдання посольства
Основне завдання Посольства України в Найробі представляти інтереси України, сприяти розвиткові політичних, економічних, культурних, наукових та інших зв'язків, а також захищати права та інтереси громадян і юридичних осіб України, які перебувають на території Кенії, а також країн Бурунді, Малаві, Руанда, Уганда, Сомалі, Союз Коморських Островів, Танзанія.
Посольство сприяє розвиткові міждержавних відносин між Україною і Кенією на всіх рівнях, з метою забезпечення гармонійного розвитку взаємних відносин, а також співробітництва з питань, що становлять взаємний інтерес.

## Історія дипломатичних відносин
Республіка Кенія визнала незалежність України 6 травня 1993 року. 6 травня 1993 року було встановлено дипломатичні відносини між Україною та Кенією.

## Керівники дипломатичної місії
1. Веселовський Андрій Іванович (2002—2003)
2. Забігайло Володимир Костянтинович (2003—2005)
3. Яремчук Микола Анатолійович (2005—2006) т.п.
4. Дем'яненко Владислав Олексійович (2006—2009)
5. Бєлоколос Олег Євгенович (2009—2010) т.п.
6. Бутяга Володимир Іванович (2010—2014)[2]
7. Грищенко Андрій Анатолійович (2014—2015) т.п.
8. Цимбалюк Євген Вікторович (2015[3]–2018[4])
9. Арустамян Самвел Максимович (19 червня 2018 — 6 листопада 2018) т.п.
10. Праведник Андрій Іванович (2018—2025)[5]
11. Токар Юрій Любомирович (з 2025)[6]